# لين هودجز
لين هودجز (بالإنجليزية: Len Hodges)‏ (17 فبراير 1920 ببرستل في المملكة المتحدة - 5 أغسطس 1959 ببرستل في المملكة المتحدة) هو لاعب كرة قدم بريطاني (وحمل سابقاً جنسية المملكة المتحدة لبريطانيا العظمى وأيرلندا) في مركز مهاجم داخلي. لعب مع سوانزي سيتي ونادي بريستول روفيرز ونادي ريدنغ وتشبنهام تاون وSoundwell F.C. ‏.